# Massello (Italia)
Massello (Massel in piemontese, Massèl in occitano) è un comune italiano di 59 abitanti della città metropolitana di Torino in Piemonte, che si trova nella Valle Germanasca, precedentemente parte della Comunità Montana Valli Chisone e Germanasca ora fa parte dell'Unione Montana dei Comuni Valli Chisone e Germanasca.

## Geografia fisica

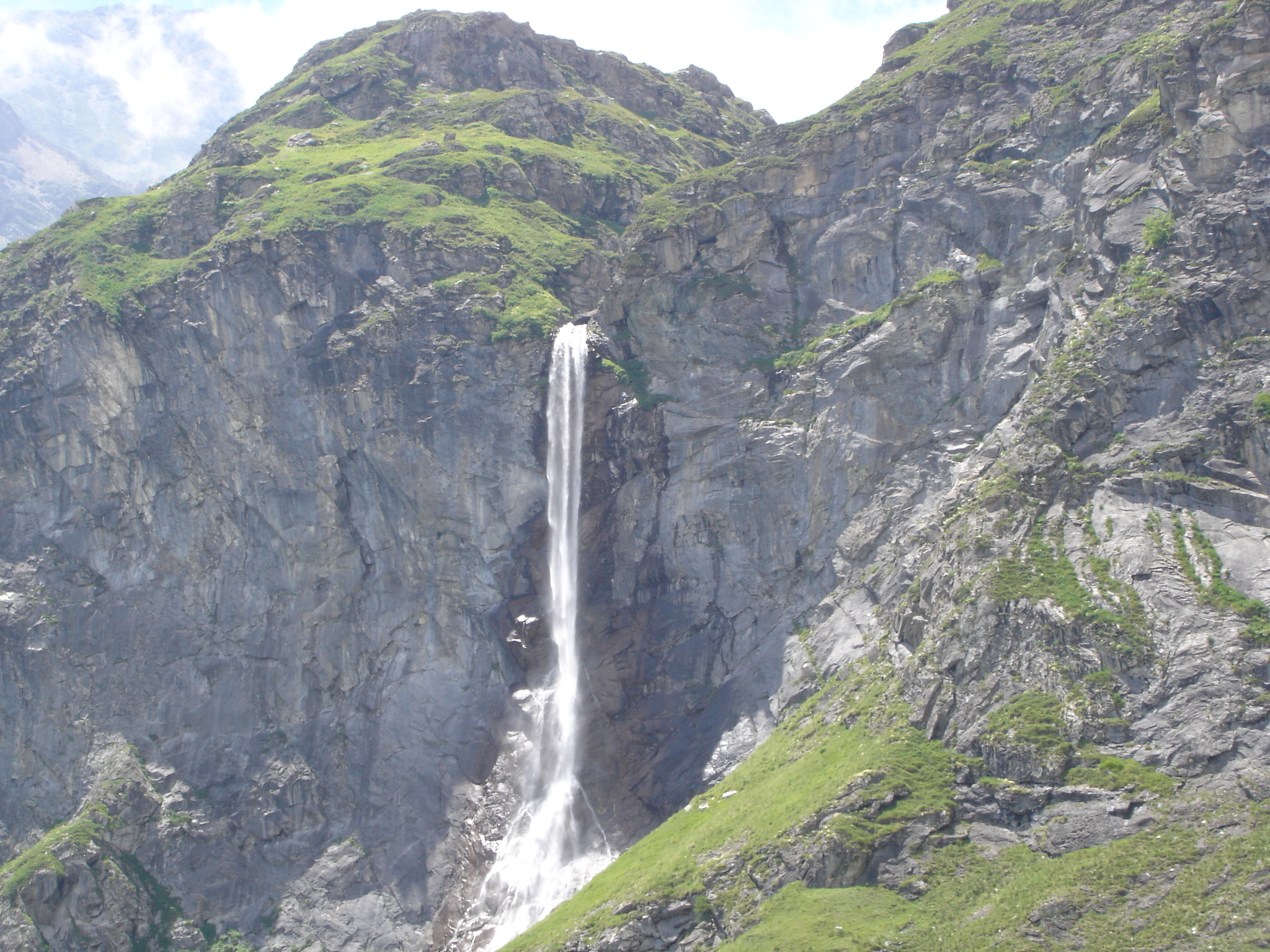
Cascata del Pis

Massello si trova in una valle laterale particolarmente stretta della valle Germanasca che prende il nome di Vallone di Massello. A monte della sua frazione Balziglia (1370 m), l'ultima alla testata della piccola valle, è situata la maestosa cascata del Pis, di notevole bellezza paesaggistica e vero e proprio simbolo del paese. La cascata, sul sentiero che conduce al colle dell'Albergian, è a quota circa 2000 m, occupa il centro del vallone ed è ben visibile dopo neanche un'ora di cammino.
Il punto più elevato del territorio comunale è costituito dalla vetta del Bric Ghinivert (3037 m), raggiungibile sempre da Balziglia transitando per l'omonima bergeria e il colle del Ghinivert.

## Storia
La frazione di Balziglia è stata teatro di un'eroica resistenza negli anni 1689-1690 da parte dei Valdesi, assediati dall'esercito francese che tentò vanamente di massacrarli dopo il loro rientro nelle valli a seguito del Glorioso rimpatrio. Per ricordare questo importante episodio e l'intera vicenda dei Valdesi è stato eretto il Museo Storico della Balziglia.

## Società

### Evoluzione demografica
Negli ultimi cento anni, a partire dal 1921, la popolazione residente è diminuita del 90 %.
Abitanti censiti

La popolazione è in gran parte di religione valdese.

## Amministrazione
Di seguito è presentata una tabella relativa alle amministrazioni che si sono succedute in questo comune.
| Periodo        | Periodo        | Primo cittadino           | Partito                          | Carica  | Note  |
| -------------- | -------------- | ------------------------- | -------------------------------- | ------- | ----- |
| 21 luglio 1988 | 5 giugno 1993  | Aldo Giovanni Peyran      | Partito Socialista Italiano      | Sindaco | [ 7 ] |
| 16 giugno 1993 | 28 aprile 1997 | Willy Micol               | lista civica                     | Sindaco | [ 7 ] |
| 28 aprile 1997 | 14 maggio 2001 | Willy Micol               | centro                           | Sindaco | [ 7 ] |
| 14 maggio 2001 | 30 maggio 2006 | Daniela Libralon          | sinistra                         | Sindaco | [ 7 ] |
| 30 maggio 2006 | 16 maggio 2011 | Daniela Linda Libralon    | centro-sinistra                  | Sindaco | [ 7 ] |
| 16 maggio 2011 | 5 giugno 2016  | Antonio Chiadò Fiorio Tin | lista civica Per Massello        | Sindaco | [ 7 ] |
| 5 giugno 2016  | 4 ottobre 2021 | Willy Micol               | lista civica Montagna viva       | Sindaco | [ 7 ] |
| 4 ottobre 2021 | in carica      | Enrico Boetto             | lista civica Vita natura cultura | Sindaco | [ 7 ] |